# 厄勒海峡地区

厄勒海峡地区，紅色為丹麥，綠色為瑞典

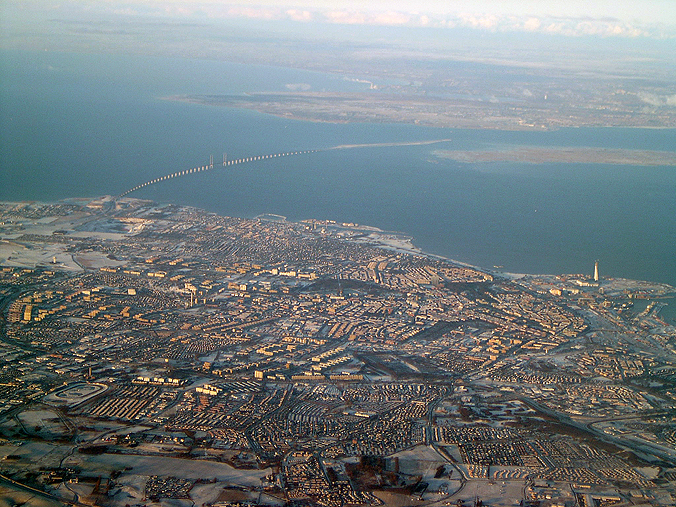
马尔默和哥本哈根之间的厄勒海峡

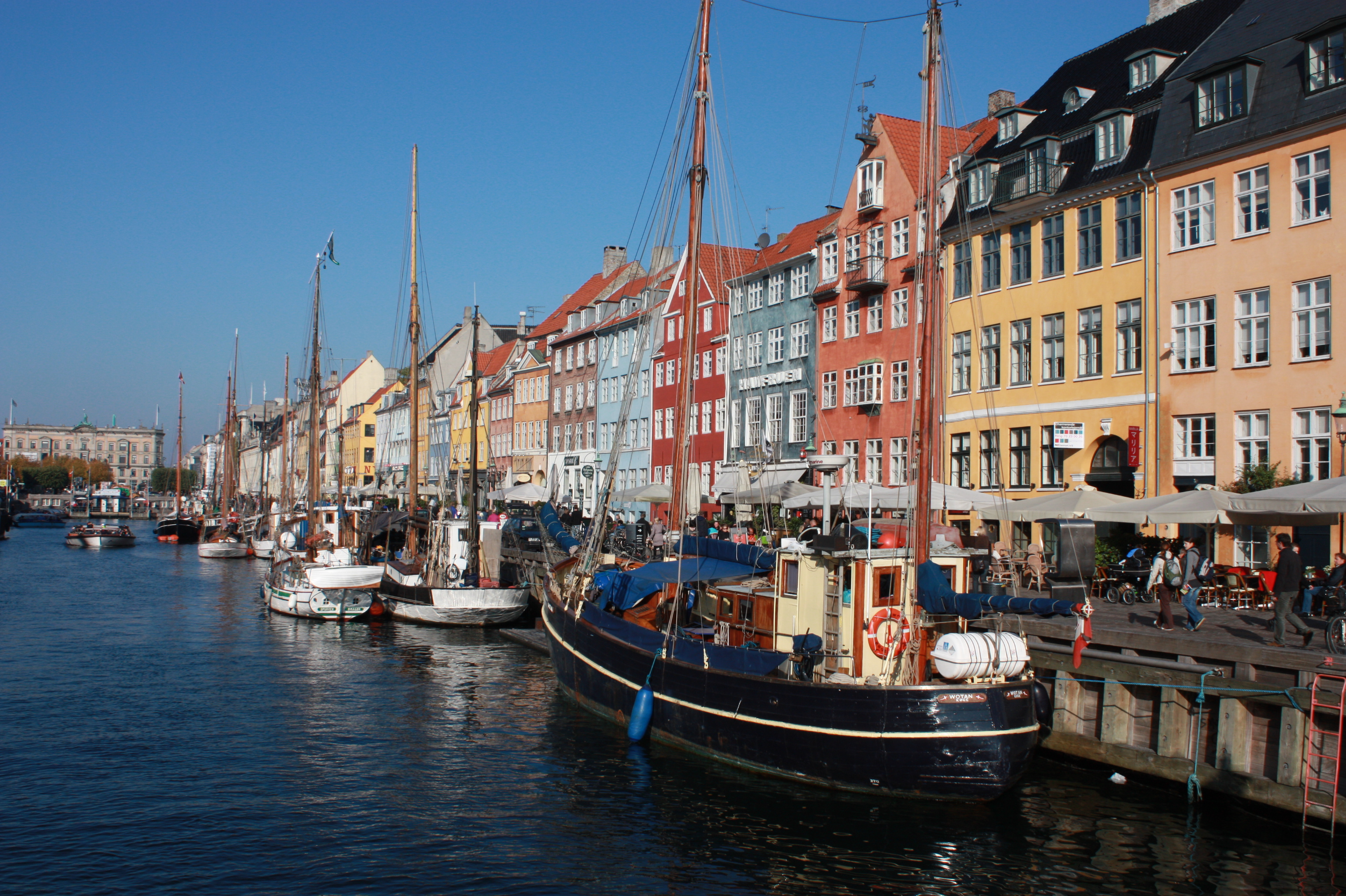
哥本哈根新港

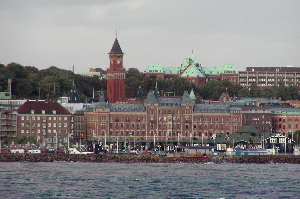
赫尔辛堡

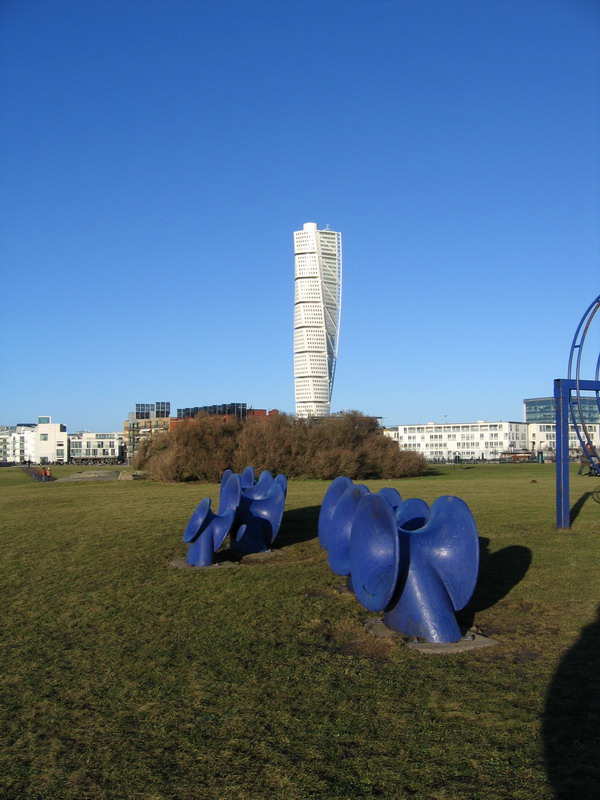
马尔默

厄勒海峡地区（丹麥語：Øresundsregionen）是厄勒海峡两岸斯堪的纳维亚南部跨国家的地区。它的东部是瑞典的斯科讷，西部是丹麦的西兰岛，厄勒海峽大橋将两者相连。
整个地区在1658年之前都是由丹麦统治。1658年后，根据《罗斯基勒条约》，斯科讷划归瑞典。
厄勒海峡大桥建造的一个原因是将哥本哈根和海峡对面的瑞典社区连成一个大的地区，成为北欧最大的一个地区和波罗的海周边的一个潜在的经济中心。
目前，两国使用不同的货币，分別為丹麦克朗和瑞典克朗。尽管两种货币分别被对方国家所接受，但这个问题依然是该地区成为经济中心的一个阻碍。
以前，两国的税收和福利没有统一的制度，也阻碍了两地的发展。如跨过边境工作的人有可能要面临双重税收的问题。因为没有为祖国工作，在失业后没有失业保险。同时孩子受教育的权利也有类似的问题。目前，两国一直努力协调一些相关的政策，使上述问题大部分得到解决。
哥本哈根是瑞典南部人民购物、夜生活、文化娱乐的好去处，哥本哈根机场也是出行的好选择。马尔默对丹麦人来说，由于物价相对低廉，是购物的理想之处。
哥本哈根港口和马尔默港口于2001年合并为一家公司：哥本哈根-马尔默港口。这种两个国家间的港口合并是史无前例的。